# (5336) Kley
(5336) Kley es un asteroide perteneciente al cinturón de asteroides, descubierto el 7 de mayo de 1991 por Nobuhiro Kawasato desde el Uenohara Observatory, Japón.

## Designación y nombre
Designado provisionalmente como 1991 JE1. Debe su nombre a Willy Kley, un astrofísico alemán y profesor de Astrofísica Computacional en la Universidad de Tubinga de Alemania.

## Características orbitales
Kley está situado a una distancia media del Sol de 3,112 ua, pudiendo alejarse hasta 3,567 ua y acercarse hasta 2,657 ua. Su excentricidad es 0,146 y la inclinación orbital 11,35 grados. Emplea 2005,38 días en completar una órbita alrededor del Sol.
Los próximos acercamientos a la órbita de Júpiter se producirán el 26 de agosto de 2060, el 20 de septiembre de 2070 y el 25 de octubre de 2142, entre otros.

## Características físicas
La magnitud absoluta de Kley es 11,9. Tiene 25,26 km de diámetro y su albedo se estima en 0,058. 